# Euphrasia stricta
Eufrasia stretta (nome scientifico Euphrasia stricta J.P.Wolff ex J.F.Lehm., 1809) è una pianta vascolare appartenente alla famiglia Orobanchaceae.

## Etimologia
Il nome generico deriva da una parola greca "εuφροσύνη" (= gioia, allegria, diletto, ilarità), mentre quello specifico (stricta) significa "dritta, rigida, in posizione verticale" e fa riferimento al portamento della pianta..
Il nome scientifico è stato definito prima dal botanico germanico specializzato nelle spermatofite Johann Friedrich Lehmann (1781-1831) e poi successivamente perfezionato dal botanico e fisico germanico (bavarese) Johann Philipp Wolff (1743-1825) nella pubblicazione ""Primae Lineae Florae Herbipolensis: quas speciminis loco inauguralis ut summos in universa arte medica honores adipiscatur, placido eruditorum examini / submittit ad diem iv. Februarii MDCCCIX. Joannes Fridericus Lehmann. Herbipoli - 43 (1809)."" del 1809.

## Descrizione

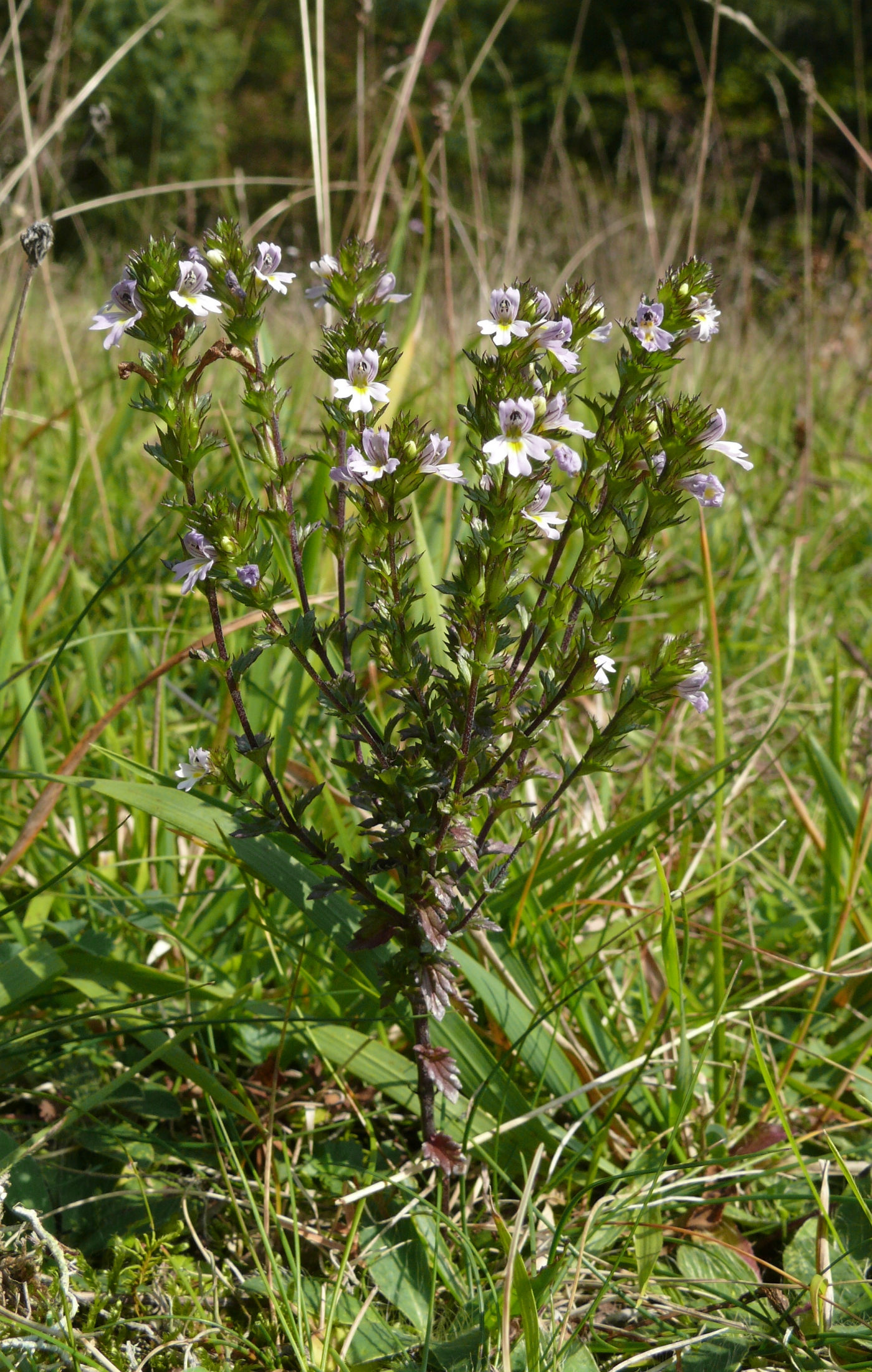
Il portamento

Queste piante arrivano ad una altezza massima di 10 - 40 cm. La forma biologica è terofita scaposa (T scap), ossia in generale sono piante erbacee che differiscono dalle altre forme biologiche poiché, essendo annuali, superano la stagione avversa sotto forma di seme e sono munite di asse fiorale eretto e spesso privo di foglie. Queste piante sono inoltre emiparassite (parzialmente parassite) e possiedono "orobanchina" un composto vegetale che provoca l'annerimento delle foglie quando sono secche.

### Radici
Le radici sono dei piccoli fittoni.

### Fusto
La parte aerea del fusto è eretta, semplice o ramificata.

### Foglie
In questa pianta sono presenti sia foglie che brattee (simili alle foglie), mentre sono assenti le stipole. Le foglie hanno delle forme ovali con apice ottuso e con 3 - 6 dentelli laterali non acuminati. La disposizione delle foglie e delle brattee lungo il caule è opposta. Le bratteole sono posizione all'altezza dell'infiorescenza e sono più larghe delle foglie (con la massima larghezza nel terzo inferiore); sono provviste di 4 - 8 dentelli acuti (con angoli minori di 90°) e mucronati, lunghi 1,5 - 3,5 mm; normalmente sono glabre (o con qualche pelo ghiandoloso).

### Infiorescenza
Le infiorescenze sono formate da singoli fiori raccolti in racemi spiciformi.

### Fiore
I fiori sono tetra-ciclici (ossia sono presenti 4 verticilli: calice – corolla – androceo – gineceo) e pentameri (ogni verticillo ha 5 elementi). I fiori sono inoltre ermafroditi e zigomorfi. Lunghezza del fiore: 7 – 10 mm.
- Formula fiorale: per questa pianta viene indicata la seguente formula fiorale:

X, K (5), [C (5), A 2+2], G (2), supero, capsula
- Calice: il calice è costituito da 5 sepali saldati insieme ed è glabro (o con qualche pelo ghiandoloso). Lunghezza del calice: 4 - 5,5 mm.
- Corolla: la corolla composta da 5 petali (a volte embricati) è gamopetala e zigomorfa, ossia bilabiata; il labbro superiore ha una forma che ricorda un elmo squadrato dal bordo smarginato o anche bilobo con un orlo rovesciato all'indietro; il labbro inferiore è a tre lobi anch'essi con i bordi smarginati e a loro volta divisi in due lobi. La corolla è priva di sperone, sacco o gozzo. I due labbri formano un angolo retto. Il colore è bianco o giallo (talvolta è screziata di porpora); il labbro superiore è tinto di violetto. Lunghezza della corolla: 6 – 8 mm.
- Androceo: l'androceo possiede 4 stami didinami (2 lunghi e 2 brevi) con filamenti adnati alla corolla. Le antere sono sagittate, biloculari e deiscenti mediante due fessure longitudinali. Le sacche polliniche sono divergenti e il polline è tricolpato.
- Gineceo: il gineceo è supero e bicarpellare e normalmente è biloculare; la placentazione assile o parietale; lo stilo è unico con stigma bifido. Gli ovuli per ogni loculo sono numerosi. Il disco nettarifero è posizionato attorno alla base dell'ovario.
- Fioritura: da maggio a ottobre.

### Frutti
I frutti sono delle capsule clavato-compresse non sporgenti dal calice con deiscenza variabile; all'apice è più o meno marginata e cigliata. I semi, con forme angolose, sono provvisti di endosperma.

## Riproduzione
- Impollinazione: l'impollinazione avviene tramite insetti (impollinazione entomogama).
- Riproduzione: la fecondazione avviene fondamentalmente tramite l'impollinazione dei fiori (vedi sopra).
- Dispersione: i semi cadendo a terra sono successivamente dispersi soprattutto da insetti tipo formiche (disseminazione mirmecoria).

## Distribuzione e habitat

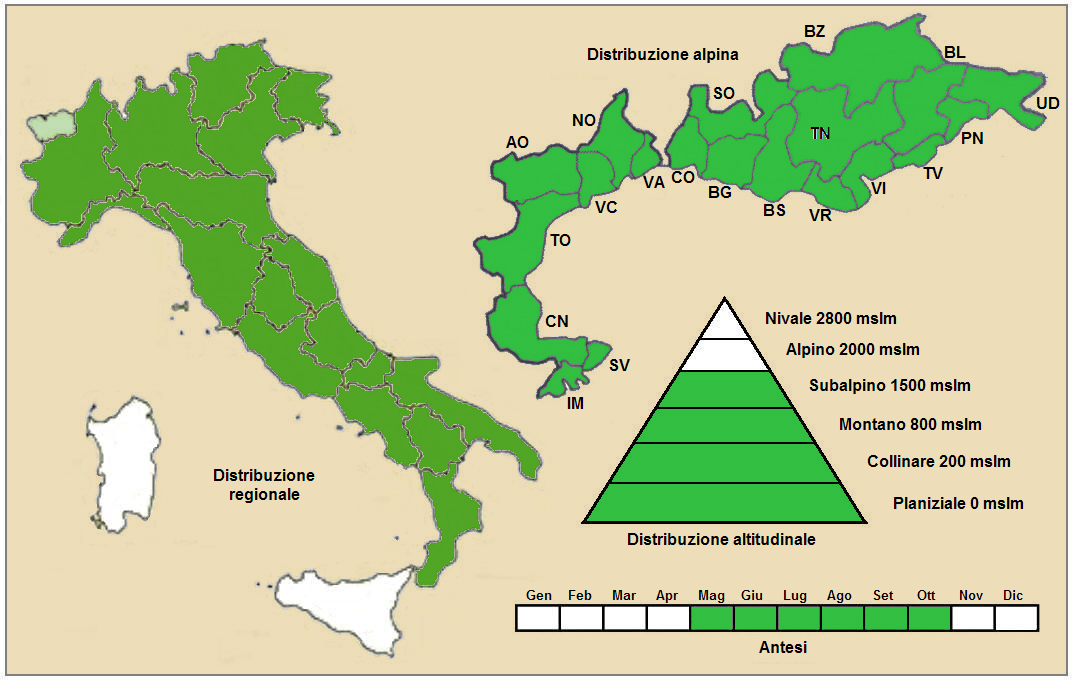
Distribuzione della pianta
(Distribuzione regionale – Distribuzione alpina)

- Geoelemento: il tipo corologico (area di origine) è Centro - Europeo.
- Distribuzione: in Italia è comune ovunque (escluse le isole); è presente nelle Alpi e su tutti i rilievi europei collegati alle Alpi.[12] Nel resto dell'Europa è comune ovunque (esclusa la Gran Bretagna).[13]
- Habitat: l'habitat tipico per questa pianta sono i prati aridi; ma anche i ghiaioni e le pietraie. Il substrato preferito è sia calcareo che siliceo con pH neutro, bassi valori nutrizionali del terreno che deve essere secco.[12]
- Distribuzione altitudinale: sui rilievi queste piante si possono trovare fino a 1000 m s.l.m.; frequentano quindi i seguenti piani vegetazionali: collinare, montano e in parte quello subalpino (oltre a quello planiziale – a livello del mare).

### Fitosociologia
Dal punto di vista fitosociologico Euphrasia stricta appartiene alla seguente comunità vegetale:
Formazione : delle comunità a emicriptofite e camefite delle praterie rase magre secche
Classe : Festuco-Brometea
Ordine : Brometalia erecti

## Tassonomia
La famiglia di appartenenza della specie (Orobanchaceae) comprende soprattutto piante erbacee perenni e annuali semiparassite (ossia contengono ancora clorofilla a parte qualche genere completamente parassita) con uno o più austori connessi alle radici ospiti. È una famiglia abbastanza numerosa con circa 60 - 90 generi e oltre 1700 - 2000 specie (il numero dei generi e delle specie dipende dai vari metodi di classificazione) distribuiti in tutti i continenti. Il genere Euphrasia è distribuito in Europa, Asia settentrionale e Nord America; le sue specie preferiscono climi freddi e temperati delle regioni extratropicali. Comprende circa 170 - 350 specie di cui almeno 18 sono presenti nella flora spontanea italiana.

### Filogenesi
La classificazione tassonomica del Euphrasia stricta è in via di definizione in quanto fino a poco tempo fa il suo genere apparteneva alla famiglia delle Scrophulariaceae (secondo la classificazione ormai classica di Cronquist), mentre ora con i nuovi sistemi di classificazione filogenetica (classificazione APG) è stata assegnata alla famiglia delle Orobanchaceae (tribù Rhinantheae).
Sandro Pignatti nella sua “Flora d'Italia” divide il genere in due “gruppi”: sezione CILIATAE con capsula cigliata al margine; e sezione ANGUSTIFOLIAE con capsula glabra. Euphrasia stricta appartiene al primo gruppo insieme alle altre seguenti specie spontanee del territorio italiano:
- Euphrasia alpina Lam. - Eufrasia alpina;
- Euphrasia kerneri Wetts. - Eufrasia di Kerner;
- Euphrasia picta Wimm. - Eufrasia variopinta;
- Euphrasia marchesetti Wetts. - Eufrasia di Marchesetti;
- Euphrasia rostkoviana Hayne - Eufrasia officinale;
- Euphrasia hirtella Jordan – Eufrasia pelosetta;
- Euphrasia pulchella Kerner – Eufrasia gracile;
- Euphrasia liburnica Wetts. - Eufrasia della Liburnia;
- Euphrasia minima Jacq. ex DC. - Eufrasia minima.

Quasi tutte queste specie frequentano il nord Italia e la zona alpina (a parte Euphrasia liburnica) per cui facilmente si creano degli ibridi; inoltre sono specie molto simili, per cui a volte risulta difficile la separazione in specie diverse.

### Variabilità
Questa specie è variabile nella pelosità delle brattee e del calice e presenta anche fenomeni di dimorfismo stagionale. Alcune checklist considerano valida la seguente varietà:
- Euphrasia stricta var. tatarica (Fisch. ex Spreng.) Fernald & Wiegand, 1915

### Sinonimi
Questa entità ha avuto nel tempo diverse nomenclature. L'elenco seguente indica alcuni tra i sinonimi più frequenti:
- Euphrasia parviflora Lange
- Euphrasia asturica  Pugsley
- Euphrasia brevipila  Burnat & Gremli
- Euphrasia brevipila subsp. tenuis
- Euphrasia condensata  Jord.
- Euphrasia ericetorum Jordan
- Euphrasia majalis  Jord.
- Euphrasia pumila  A. Kern.
- Euphrasia reuteri  Wettst.
- Euphrasia tavastiensis  W. Becker
- Euphrasia tenuis  (Brenner) Wettst. (1896)
- Euphrasia brevipila  Burnat & Gremli subsp. brevipila
- Euphrasia stricta  J. F. Lehm. subsp. stricta
- Euphrasia stricta subsp. brevipila
- Euphrasia stricta subsp. brevipila  (Burnat & Gremli) Hartl
- Euphrasia stricta var. brevipila (Burnat & Gremli) Hartl
- Euphrasia stricta var. tenuis (Brenner) Jalas

### Specie simili

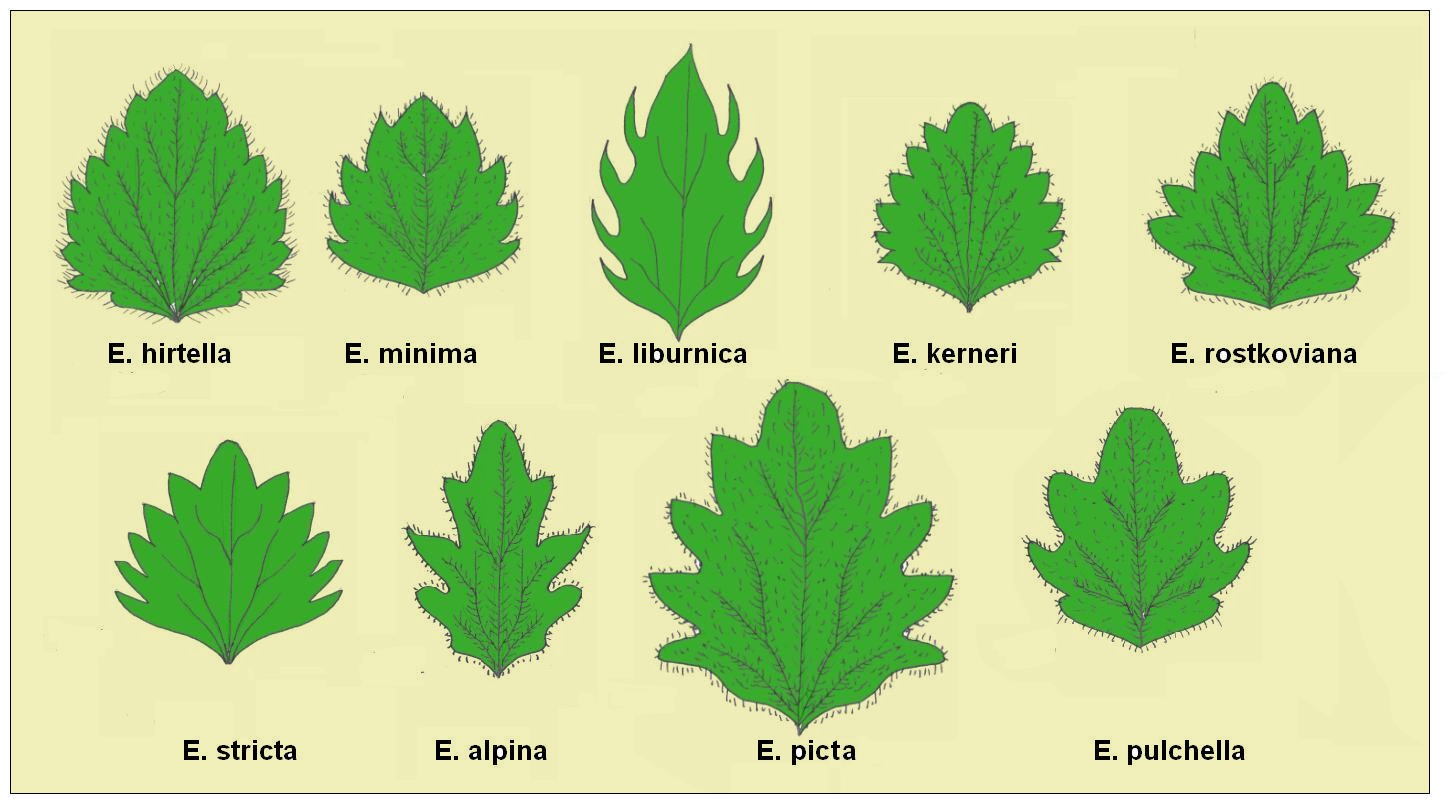
Foglie di alcune specie della sezione Ciliatae

La forma della corolla (labiata) del fiore avvicina la pianta di questa voce ai generi della famiglia delle Lamiaceae che tuttavia si distinguono in quanto il calice delle Lamiaceae è a cinque denti (pentamero) e il frutto è un tetrachenio.

Qui di seguito sono descritte alcune specie di Euphrasia simili alla specie di questa voce:
- Euphrasia pectinata Ten., 1811: è da debolmente setolosa a fortemente pelosa sulle brattee e sul calice (lunghezza del calice: 5 – 7 mm); è distribuita (oltre che in Italia) anche nel resto dell'Europa (escluso il Nord).[18]
- Euphrasia tatarica Spreng., 1825: attualmente è considerata un sinonimo della specie E. pectinata.[19]
- Euphrasia nemorosa  (Pers.) Wallr., 1815: anche questa specie può essere confusa con E. stricta, ma è presente solamente nell'Europa centrale e al Nord.[20]

Nell'ambito dello stesso genere le differenze tra la varie specie di Euphrasia sono estremamente deboli anche a causa della variabilità di questo genere. Anche le foglie, in genere, sono soggette a varietà morfologiche, tuttavia hanno dei caratteri abbastanza specifici per cui possono essere utili per distinguere una specie dall'altra. Il disegno, a lato (tratto da Pignatti), mostra la forma delle foglie di alcune specie della sezione Cilatae.

## Usi

### Farmacia
Nella medicina popolare questa specie (e altre dello stesso genere) erano utilizzate per la cura della vista. Da qui la denominazione italiana di "Luminella".

## Altre notizie
La eufrasia rigida in altre lingue è chiamata nei seguenti modi:
- (DE)  Steifer Augentrost
- (FR)  Euphraise dressée